# Al-Walid ibn Tarif
Al-Walid ibn Tàrif at-Taghlibí aix-Xaybaní aix-Xarí fou un rebel kharigita de la Jazira (794-795) en el regnat d'Harun ar-Raixid. Va sortir de Nasibin i va passar per Armènia i Azerbaidjan fins a arribar a la Jazira, on hi havia molts kharigites. Va derrotar alguns exèrcits califals enviats contra els rebels i finalment Harun ar-Raixid va enviar a l'experimentat Yazid ibn Màzyad aix-Xaybaní; però aquest no va prendre la iniciativa i fou acusat d'evitar el combat; llavors Yazid va atacar al lloc de Ghirra, prop d'Hit, i el va derrotar (19 de novembre del 795) matant a al-Walid.